# Kretã Kaingang
Romancil Gentil Kretã (Mangueirinha, 1972), mais conhecido como Kretã Kaingang, é um líder indígena e defensor de direitos dos povos originários do povo cáingang de Brasil. É cacique da aldeia Tupã Nhe'é Kretã do município de Morretes no estado de Paraná. É um dos fundadores do Acampamento Terra Livre (ATL) e da Articulação dos Povos Indígenas do Sur de Brasil (ARPINSUL), da que é coordenador executivo e que faz parte da Articulação dos Povos Indígenas do Brasil (APIB).
Foi candidato em 2022 a deputado estadual na Assembleia Legislativa de Paraná pelo Partido Rede Sustentabilidade do Paraná (REDE-PR).

## Biografia
Romancil Gentil Kretã nasceu na Terra Indígena de Mangueirinha, no estado do Paraná. É filho do cacique Ângelo Kretã, uma das principais lideranças indígenas durante a ditadura militar no Brasil na década de 1970 e assassinado em 1980. Assim como seu pai, carrega o nome herdado “Kretã”, dado a algumas lideranças Kaingang de Mangueirinha, cujo significado está ligado à liderança e foi traduzido como “aquele que olha por cima da montanha vê mais alto”.
Depois da morte de seu pai, foi criado por seu avô, Chico Luís dois Santos, destacado líder das assembleias indígenas e constituintes. Aos dezasseis anos, Romancil decidiu abandonar Mangueirinha por desacordos com o novo chefe. Vagou por algum tempo pelo interior de Santa Catarina e Paraná até instalar na cidade de São Miguel do Oeste. Nesta cidade, trabalhou na construção como servente e pedreiro, se alistó no exército e, depois de cumprir com suas obrigações militares, decidiu ir a Curitiba. Em Curitiba recebeu a visita de seu avô:

“Meu avô disse que eu deveria voltar para Mangueirinha, pois aquela vida ali na cidade era muito humilhante para o filho de uma grande liderança, para um Kretã, e me perguntou, você sabe quem você é? Sabe o que é um Kretã? Pois hoje eu vou lhe contar essa história. No final da história que era sobre o meu pai e meus antepassados, a luta pela terra em Mangueirinha, disse que eu deveria voltar e se preparar para liderar meu povo como cacique em Mangueirinha e posteriormente se tornaria uma liderança estadual.
Três meses após a morte de seu avô Chico Luís dois Santos regressou a Mangueirinha. No processo de conquista da aldeia Kakané Porã retomou seu papel de cáingang, e a predição de seu avô esteve a ponto de fazer-se realidade. Em outras palavras, é no movimento indígena de Curitiba e na luta dos indígenas por um pedaço de terra na capital de Paraná, onde Romancil Kretã não só se reencontró como cáingang sina também como líder indígena. Romancil foi um dos organizadores desta acção de luta pela terra, cofundador e presidente da associação denominada ORCCIP CURIM (Organização para o Resgate Crítico da Cultura Indígena de Curitiba e a Região Metropolitana). A luta pela terra em Curitiba teve um resultado exitoso: trinta e sete famílias estabeleceram-se na aldeia Kakané Porã. Este movimento deu-lhe visibilidade a Romancil ante o movimento indígena nacional, que a raiz desta acção, foi convidado a um curso de capacitação oferecido por COAIB (Coordenação das Organizações Indígenas da Amazônia Brasileira).
Ao regressar a Curitiba, encomendou-se-lhe a tarefa de construir uma organização indígena similar a COIAB que reuniria às etnias do sul de Brasil. Junto a vários líderes indígenas, impulsionaram uma série de reuniões com o objectivo de criar ARPINSUL (Articulação dos Povos Indígenas do Sur de Brasil).